# Il sorriso della Patria
Il sorriso della Patria è un documentario del 2014 diretto da Giulia Musso che descrive, mediante i filmati dell'Istituto Luce, l'esodo forzato degli italiani dall'Istria e dalla Dalmazia nel secondo dopoguerra, seguito ai massacri delle foibe. È stato prodotto, per le scuole, dall'Istituto piemontese per la storia della Resistenza e della società contemporanea "Giorgio Agosti" di Torino (Istoreto) con la collaborazione dell'Associazione Nazionale Venezia Giulia e Dalmazia (ANVGD).

## Trama
Il documentario è costituito da spezzoni di diciotto cinegiornali e filmati vari dell'Istituto Luce - prodotti fra il maggio del 1946 e l'aprile del 1956 - inframmezzati da foto d'epoca, testimonianze e brani storici. Una breve premessa inquadra le tensioni fra le comunità di confine a partire dall'esito della prima guerra mondiale. Al termine del film è presente un breve capitolo di conclusioni, contenente l'invito ad approfondire il tema usufruendo della documentazione allegata al DVD. Il film, più che la storia dell'esperienza tragica delle violenze subite e dell'esodo, rappresenta gli sforzi di reintegrazione delle popolazioni giuliano-dalmate nel tessuto sociale italiano e le diverse iniziative poste in essere dai governi dell'epoca per favorire questo processo.

## Produzione
La legge istitutiva del Giorno del ricordo, del 2004, prevede fra l'altro l'organizzazione di iniziative per diffondere presso gli studenti la conoscenza degli eventi delle foibe e dell'esodo giuliano-dalmata per conservare memoria di quelle vicende. Tra le numerose iniziative, che spesso hanno coinvolto i locali Istituti storici per la Resistenza e le associazioni degli esuli istriano-fiumano-dalmati, nel 2014 l'Istoreto - in collaborazione con l'ANVGD e con il contributo della Regione Piemonte e del Comitato della regione Piemonte per l'affermazione dei valori della Resistenza e dei principi della Costituzione repubblicana - approntò il film, finalizzato all'approfondimento del tema nelle scuole secondarie.
Il soggetto, i testi e le ricerche sono stati curati dal ricercatore storico dell'Istoreto Enrico Miletto, la regia il montaggio è di Giulia Russo, il coordinamento generale dell'opera è del ricercatore storico dell'Istoreto Riccardo Marchis.

## Distribuzione
Il documentario è stato presentato il 7 febbraio 2014 presso il palazzo Lascaris di Torino (sede del Consiglio regionale del Piemonte) nell'ambito delle celebrazioni per il Giorno del ricordo, e successivamente diffuso gratuitamente in formato DVD alle scuole superiori del Piemonte assieme ad altro materiale per approfondimenti su CD-ROM.
Ulteriori presentazioni si ebbero l'anno successivo in Emilia-Romagna, a Rimini, Ravenna e Molinella (BO) , e nel 2016 a Brescia.

## Colonna sonora
Le musiche di sottofondo sono le seguenti:
- Steve Grams, Electric
- Harold Hazmed, Patetarro - Intro Patetarro
- Real Rice, Ta Prohm - Version Piano
- Grégoire Lourme, Give my life back
- ENoz, Retour à Taipei
- Psicotropicodelia music, Rod Brandao-Escola
- Van Syla, Wounded but alive
- Nora J. Dahlia, Tragedy III d#